# Pissas
Pissas ou Pitzias foi um nobre gótico do século VI, ativo durante a Guerra Gótica entre o Império Bizantino e o Reino Ostrogótico. Originário de Sâmnio, é citado em 537, quando ele e Hunila foram enviados pelo rei Vitige (r. 536–540) para lidar com os bizantinos na Etrúria. Eles foram derrotados e capturados próximo a Perúsia por Constantino e enviados para Belisário, que estava em Roma. Ao entregar-se ao lado dos demais godos de Sâmnio, recebeu tropas de Belisário para defender o distrito.